# Avenida Caracas
La Avenida Caracas o Carrera 14 es una arteria vial que recorre la ciudad de Bogotá de norte a sur. Cuenta con una longitud de 25 kilómetros de recorrido dentro del área urbana de Bogotá (37 km si se une con la Autopista Norte). Es una de las vías más tradicionales, dirección para sitios históricos, turísticos, y políticos importantes para la capital.

## Nomenclatura

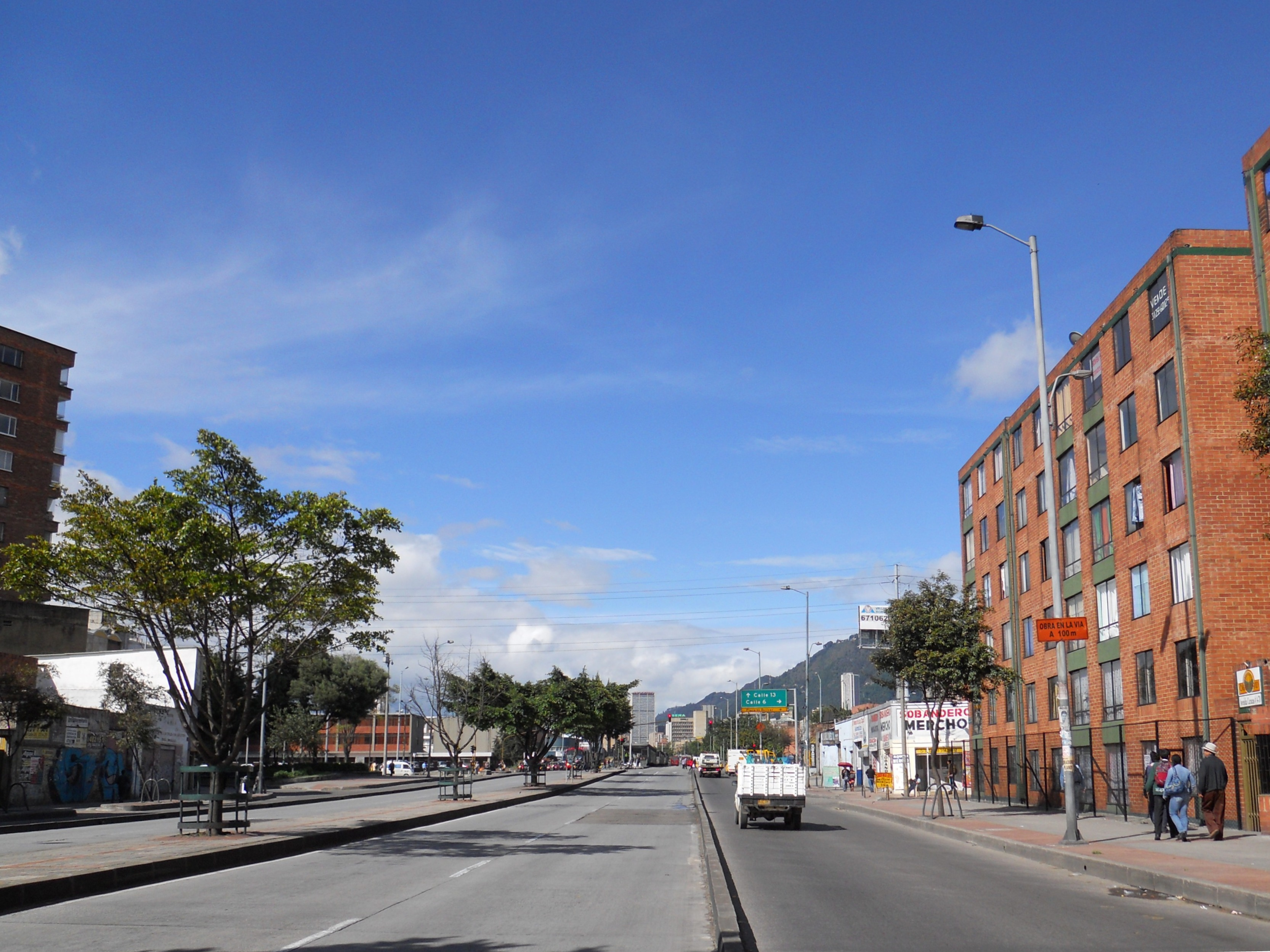
Avenida Caracas a la altura de la calle 4.

La vía en su extensión tiene un solo nombre pero varias nomenclaturas por la curva que va generando. Nace en el Monumento a Los Héroes en la calle 80 y tiene dirección norte sur, en la mayor parte de la ciudad se la denomina Carrera 14 y es con este número que se la identifica tradicionalmente.
| Denominación   | Tramo                          |
| -------------- | ------------------------------ |
| Carrera 14     | Calle 80-Calle 44 Sur          |
| Transversal 14 | Calle 44-Sur-Calle 51 Sur      |
| Calle 51 Sur   | Transversal 14-Carrera 14      |
| Carrera 14     | Calle 55 bis Sur-Calle 139 Sur |

## Historia

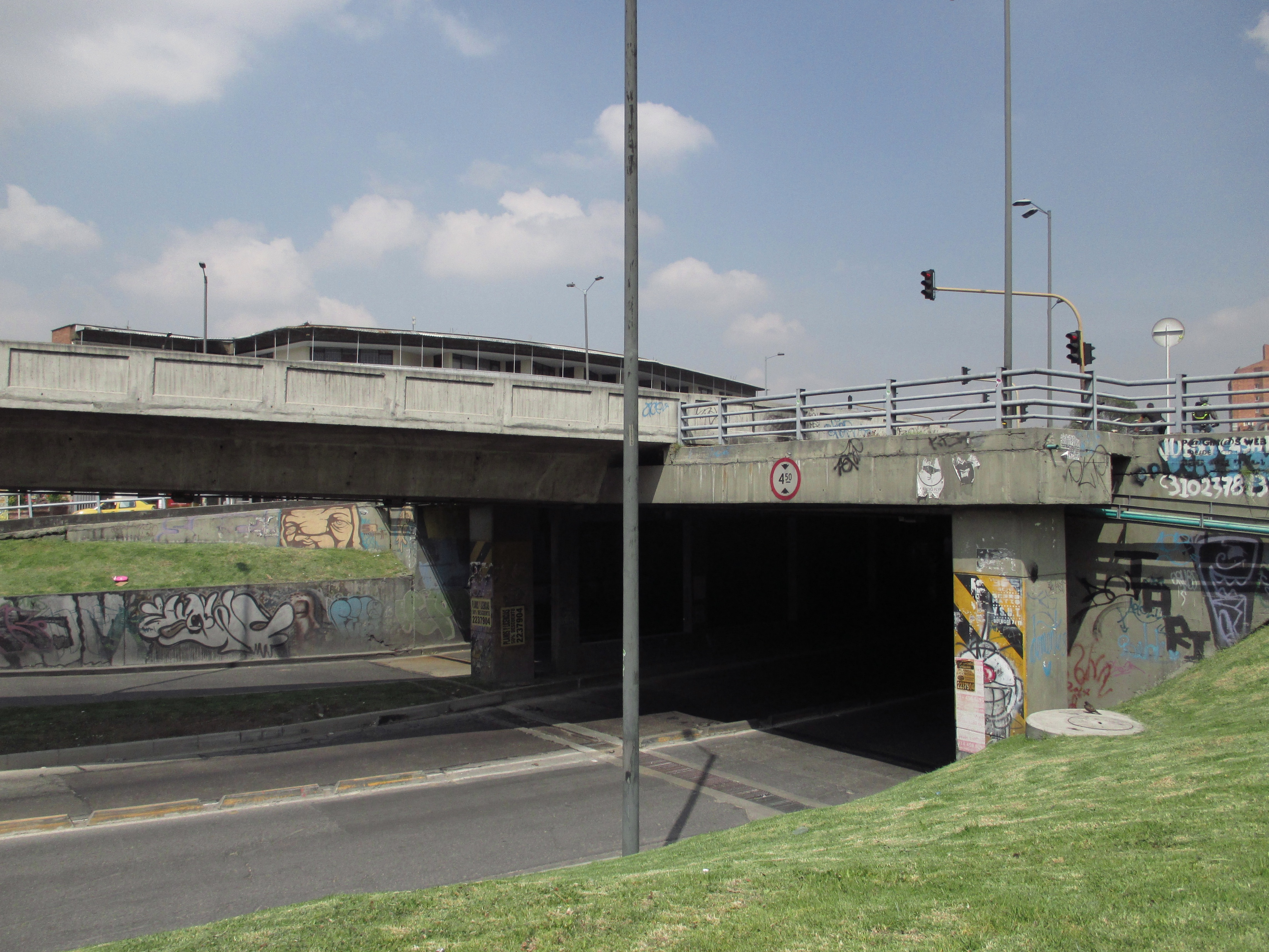
Puente en la Avenida Caracas con Autopista Norte y Calle 80.

El trayecto original de la Avenida Caracas estaba trazado desde 1890 por la línea del ferrocarril del norte, el cual pasaba por el Parque de la Independencia en San Diego, comunicaba la ciudad con Chapinero y llegaba a los municipios del norte de la sabana de Bogotá.
La Caracas en su concepción urbana fue diseñada por el arquitecto austriaco Karl Brunner en 1933. Originalmente fue planeada como una amplia vía peatonal y residencial rodeada de árboles que atravesaba la ciudad de norte a sur. El acuerdo 53 del 18 de noviembre de 1933 ordenó denominar oficialmente esta vía como Avenida Caracas. Ya en el centro de Bogotá, el trazado sur la actual avenida desde la calle 13 era la carretera a Usme, por entonces municipio. 
En 1967 se realizó la ampliación de la avenida, pasando de dos a cuatro carriles vehiculares y retirando los pasajes peatonales y los jardines. Entre finales de la década de 1940 y hasta la década de 1980, el sistema de trolebuses funcionó en la Avenida Caracas, al lado de los demás sistemas de transporte de la ciudad conformado por diversas rutas de buses y busetas.
En la década de 1980 por la vía circulaba toda clase de buses, colectivos, taxis y vehículos particulares, que la convirtieron en una arteria con serios problemas de movilidad. A diario los usuarios de buses tenían que padecer largas jornadas dentro de los vehículos para poder desplazarse. 
En 1989 durante la Alcaldía de Andrés Pastrana se crearon carriles exclusivos para los buses, busetas y colectivos con paraderos y señalización demarcada, en un proyecto conocido como la troncal de la Caracas. La idea nunca funcionó, la mole de concreto con el tiempo se convirtió en un refugio para delincuentes y habitantes de calle, el diseño de los separadores era antiestético y a menudo servía de baño público y basurero, el caos era total que los conductores de buses ni siquiera recogían a los pasajeros. En 1999 fue necesario demoler en su totalidad esa intervención.
En 2016 nuevamente Peñalosa tomó las riendas de la ciudad y nueve meses después de su posesión presentó una propuesta para que el metro pase por esta vía. Lo hizo al cambiar el trazado de la administración de Gustavo Petro. El proyecto costaría en su primera fase 9,7 billones de pesos. Está previsto que haya una transformación urbana por toda la avenida, se construya una ciclorruta y haya pasos a desnivel. Lo cierto es que esta avenida podría considerarse la vía inacabada en la que los alcaldes han querido idealizar un modelo de ciudad que hasta ahora no han conseguido.

## Trazado

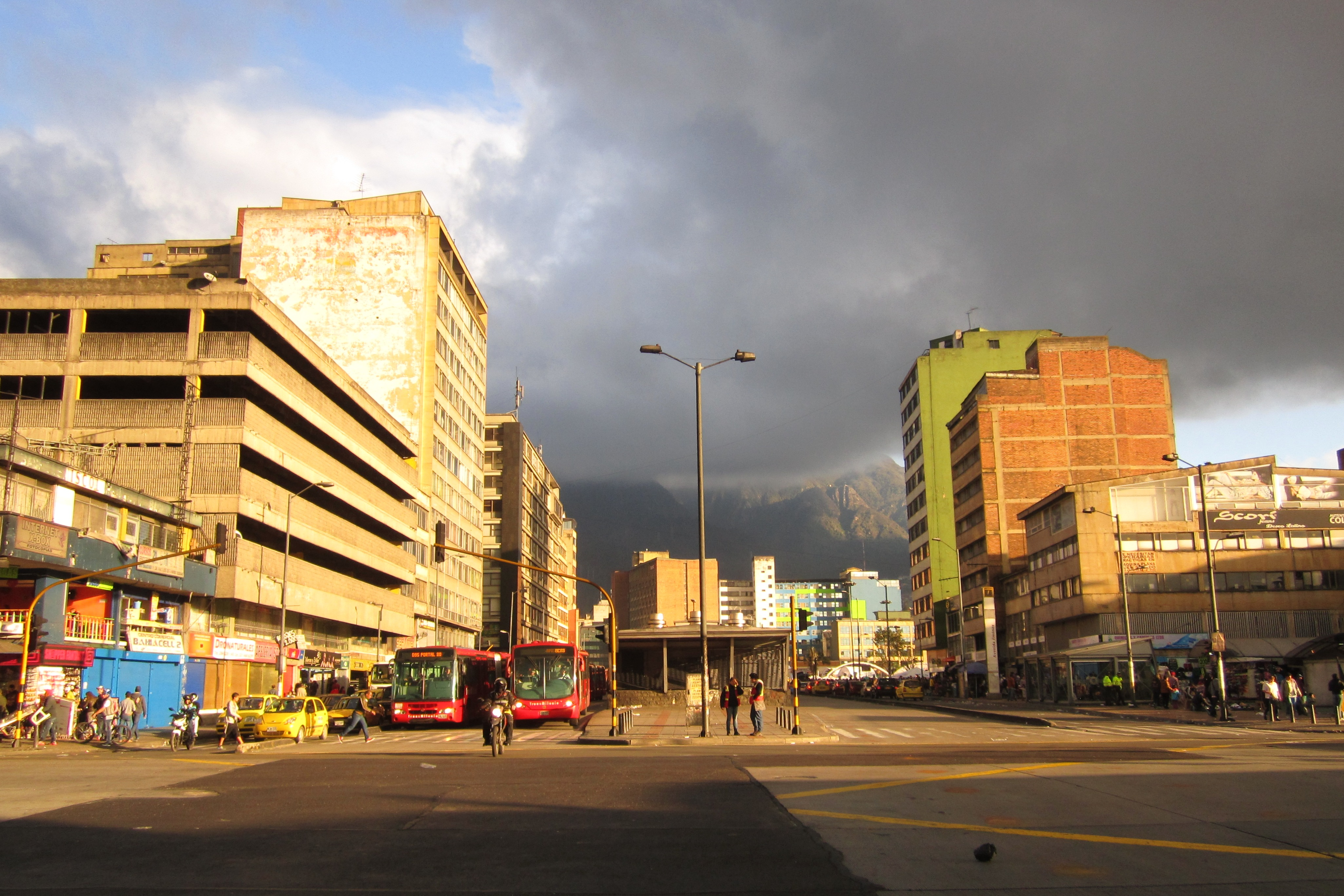
Avenida Jiménez con Caracas.

En el sur la vía inicia en la localidad de Usme a la altura de la Calle 139 Sur, como la continuación en suelo urbano de la carretera a Usme, en el barrio Usme Centro, que es el límite sur generalmente aceptado de la ciudad de Bogotá. 
Continúa hacia el norte y desde el sector del Portal Usme, alterna su nombre con el de Troncal Caracas o Caracas Sur, sigue por las localidades de Tunjuelito, Rafael Uribe Uribe, Antonio Nariño, Los Mártires, Santa Fe, Teusaquillo, Barrios Unidos y Chapinero, hasta la calle 80, donde cambia de morfología y sigue hacia el norte con el nombre de Avenida Paseo de los Libertadores (Autopista Norte).
Recorre 25 km, y con la Autopista Norte forma el eje de transporte entre el sur y el norte bogotano sumando 50,2 km, entre Usme Centro y la Caro, en Chía. Todos sus cruces con otras importantes avenidas son con semáforos, a excepción del de los Héroes, que cuenta con un intercambiador vial.

## Transporte público

### Troncal Caracas de TransMilenio
Es un corredor de buses tipo BRT con 14 estaciones entre las intersecciones con la Calle 6 y la Calle 80. Su ícono en el SITP es un cuadrado azul oscuro con la letra A. Es una de las troncales más utilizadas del sistema debido a su proximidad a numerosas universidades y a zonas comerciales de la ciudad.
En 1999 el entonces alcalde Enrique Peñalosa adoptó la idea de los carriles exclusivos para el transporte urbano, inspirándose en antecedentes exitosos como el de la ciudad de Curitiba, construyendo en esta avenida la primera línea del sistema de buses articulados Transmilenio desde la Avenida de los Comuneros hasta la conexión con la calle 80 la cual fue inaugurada el 17 de diciembre de 2000. Posteriormente se construyeron nuevas líneas que complementaron el recorrido del sistema de transporte por toda esta avenida.
Con el paso de los años los críticos del alcalde le reprocharon los problemas de ingeniería de las lozas como el rápido desgaste del relleno fluido, las cuales debieron ser reemplazadas con millonarias inversiones.

### Troncal Caracas Sur de TransMilenio
Es un corredor de buses tipo BRT con 13 estaciones entre las intersecciones con la Calle 66 Sur y la Calle 6. Su ícono en el SITP es un cuadrado naranja con la letra H. Es la única troncal con contar con una ramificación y dos terminales. Conecta las zonas residenciales del sur de la ciudad con el centro tradicional de la ciudad.
Fue inaugurada entre el 8 de abril de 2001 cuando abrió la primera estación y el 6 de agosto del mismo año, cuando el Portal Usme entró en servicio; el ramal del Tunal entró en servicio el 16 de febrero de 2002. 

### Rutas zonales
Desde 2021 las rutas zonales (excepto las rutas alimentadoras) manejan una nueva nomenclatura basada en la existente para las troncales de Transmilenio. La letra indica hacia cuál zona se dirige el bus, mientras que los números indican la ruta que sigue el mismo. Sin embargo, aún existen rutas con la errática nomenclatura antigua.
| C151 Tibabuyes                         | H308 El Tuno K308 Puente Grande             | H318 El Uval K318 Prado Grande              |
| G521 San Bernardino H521 Usme-Chiguaza | G530 Metrovivienda H530 Fiscala Alta        | H622 Rincón de Venecia H622 La Fiscala      |
| H700 Bellavista K700 Terminal Salitre  | A702 Las Nieves H702 El Uval                | C705 Est. Suba Calle 100 H705 Alfonso López |
| A706 San Diego H706 El Uval            | A708 Chicó Norte H708 Antonio José de Sucre | H710 El Progreso H710 Portal Usme           |
| H711 Los Soches H711 Portal Usme       | G712 Bosa La Estación H712 Alfonso López    | H715 El Uval H715 SENA-KR 30                |
| H717 Usme Centro D717 Bonanza          | H718 Usme Centro F718 La Rivera             | H719 El Destino                             |
| H720 Ciudadela Usme A720 7 de Agosto   | H721 El Tuno K721 Terminal Salitre          | H723 Usme Centro L723 Portal 20 de Julio    |
| H724 Ciudadela Usme K724 Montevideo    | H725 El Tuno A725 Las Nieves                | H726 Bolonia H726 Est. General Santander    |
| B907 Terminal Norte H907 Usme Centro   | 3-2 Santa Librada                           | 3-3 Chuniza                                 |
| 3-4 Alfonso López                      | 3-5 Usminia                                 | 3-6 Danubio                                 |
| 3-8 Virrey                             | 3-10 Usme Centro                            | 3-11 La Fiscala                             |
| 3-12 La Esperanza/El Bosque            | 3-13 Nebraska                               | 3-14 El Uval                                |
| 4-1 Bochica                            | 4-2 Diana Turbay                            | 4-3 Molinos II                              |
| 7-1 Uribe Uribe                        |                                             |                                             |

| 39 Patio Bonito Diana Turbay | 271 Lomas Gran Granada | 577 Engativá Diana Turbay | 614 Montevideo Bolonia Usme | E44 El Uval Mirandela | SE14 Engativá Centro Diana Turbay Cultivos | TC30 Puerta al Llano Portal Usme |

## Sitios importantes en la vía

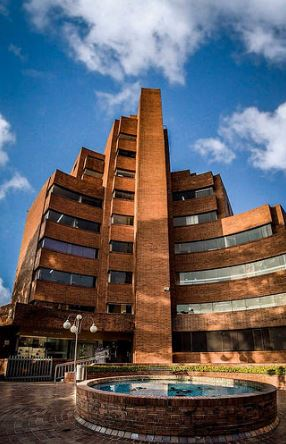
Sede las Torres, Universidad Católica de Colombia.

### Chapinero
- Monumento a los Héroes (demolido)
- Panamericana, calle 72.
- Dispensario de la Policía Nacional, calle 67.
- Instituto Colombiano de Aprendizaje - INCAP, calle 64
- Centro comercial OIKOS Infinitum, calle 58.
- Secretaría Distrital de Ambiente y UAESP, calle 54 bis.
- Almacén Éxito y SENA, calle 52.
- Universidad Católica de Colombia sede las Torres, calle 46.

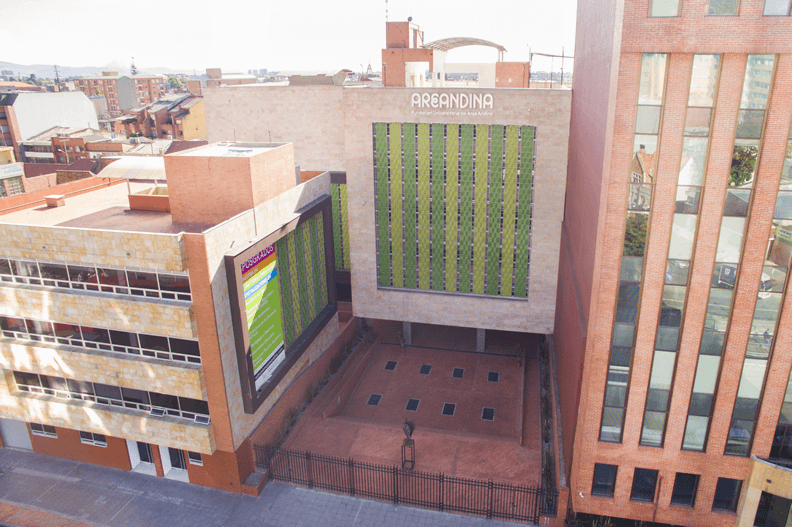
Universidad del Área Andina.

### Barrios Unidos
- Notaría 48, calle 75.
- Almacén Agrocampo, calle 73.
- Fundación Universitaria del Área Andina, calle 70A.

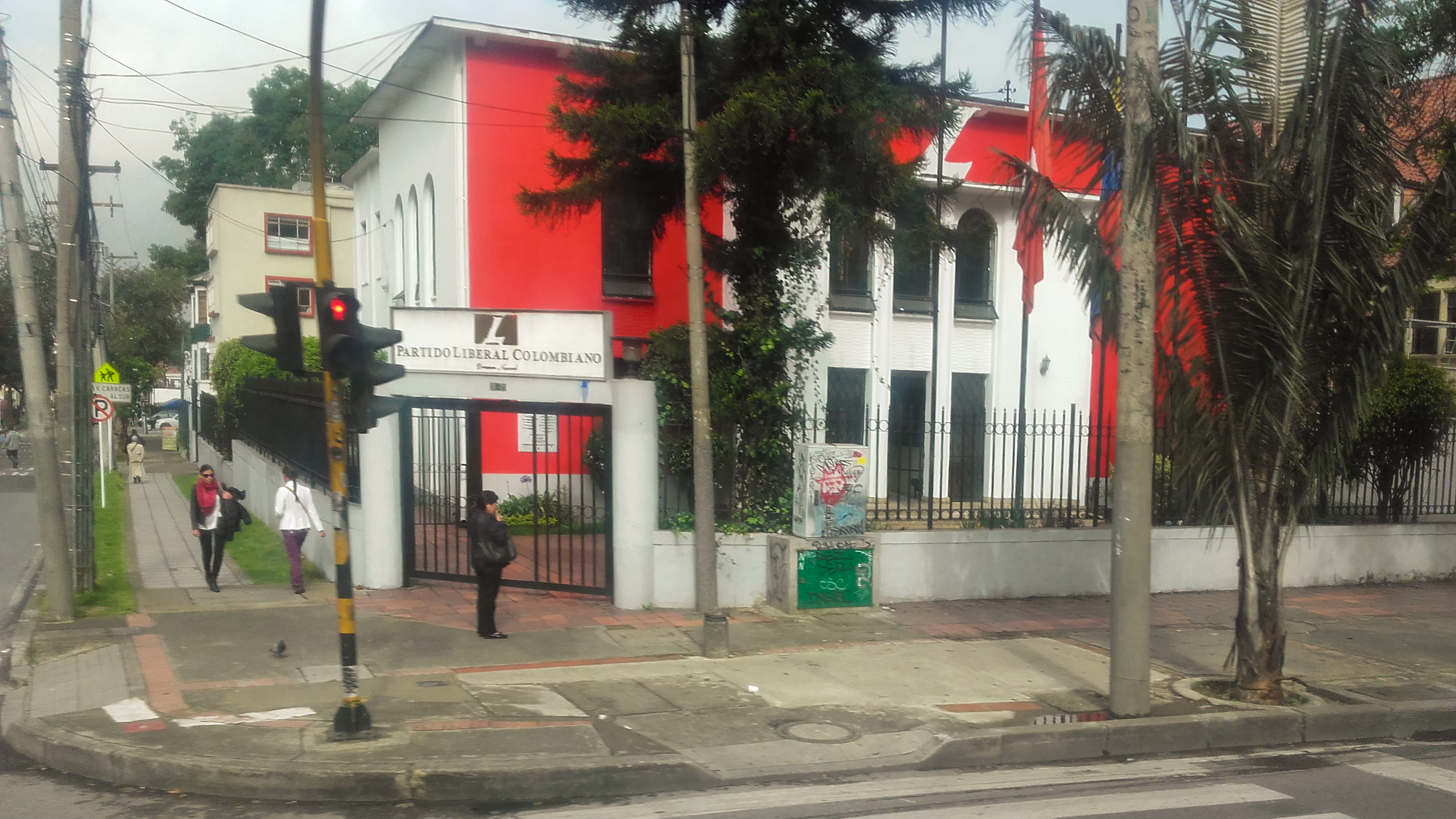
Sede del Partido Liberal Colombiano.

### Teusaquillo
- Colegio Manuela Beltrán, calle 57.
- Funeraria Los Olivos, calle 42.
- Universidad Cooperativa de Colombia, calle 38.
- Partido Liberal Colombiano, calle 36.

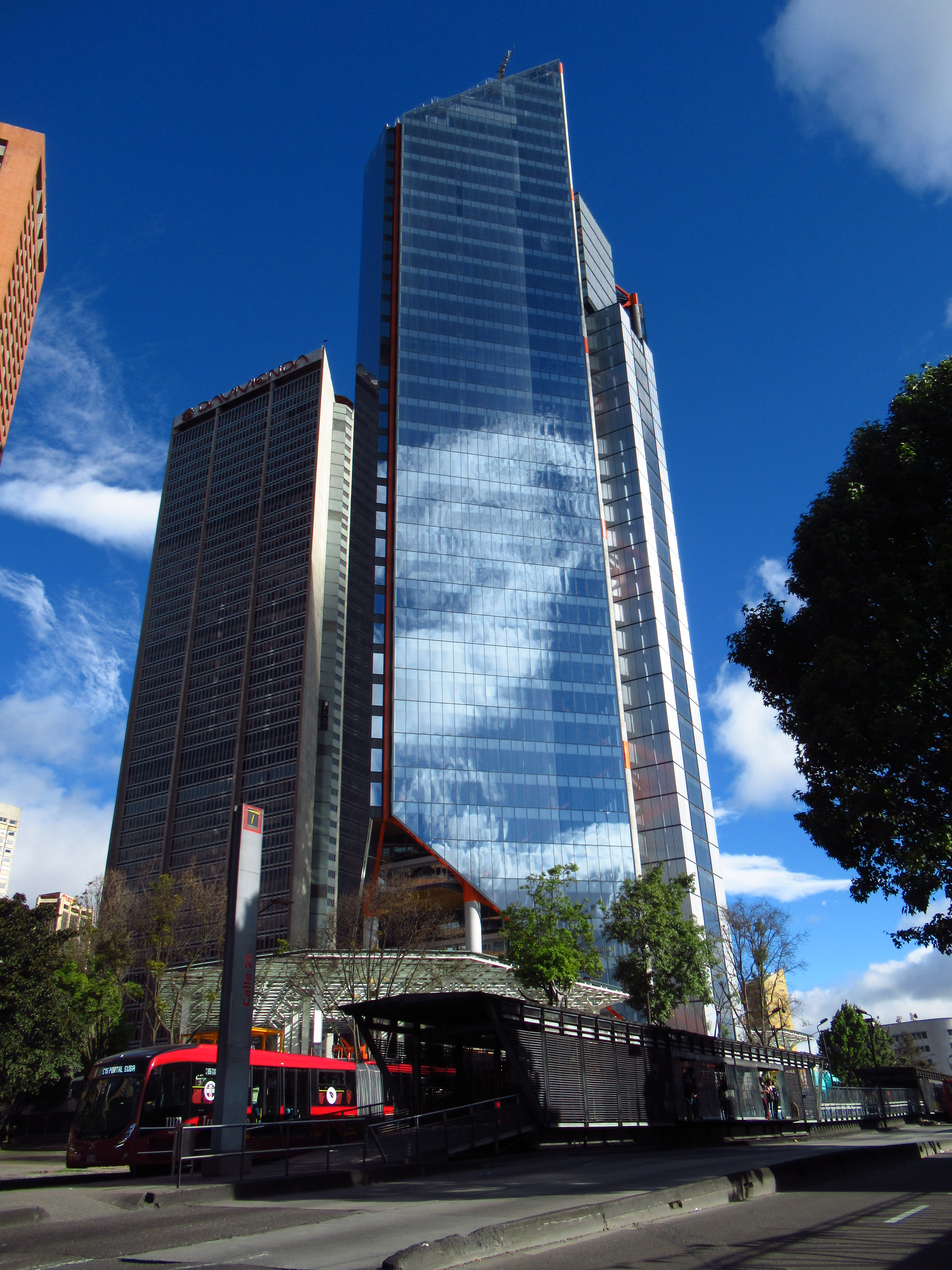
Torre Atrio.

### Santa Fe
- RCN Radio, calle 37
- Corporación Universitaria CENDA, calle 35.
- Parque Central Bavaria, calle 31.
- Torres Atrio, calle 26.
- Academia Superior de Artes de Bogotá y sede administrativa del SENA, calle 14.
- Centro comercial VISTO, calle 9.
- Parque Tercer Milenio e Instituto de Medicina legal, calle 6.

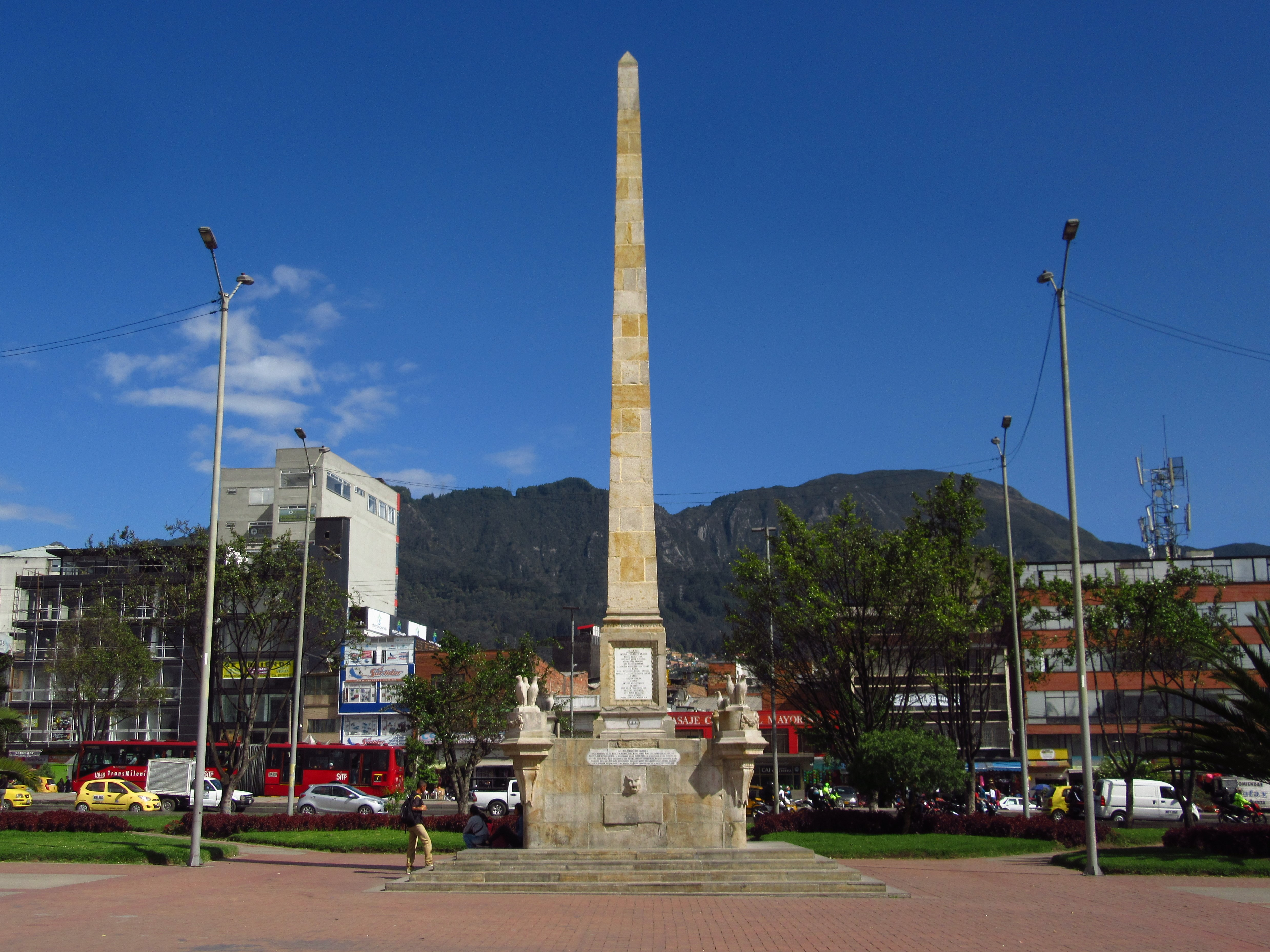
Obelisco de la Plaza de los Mártires.

### Los Mártires
- Barrio Santafé
- Plazoleta de los Mártires, calle 10.
- Comando de reclutamiento del ejército, calle 9.
- Comando de la policía metropolitana de Bogotá, calle 6.
- Hospital de la Misericordia y centro de tratamiento de cáncer HOMI, calle 2.

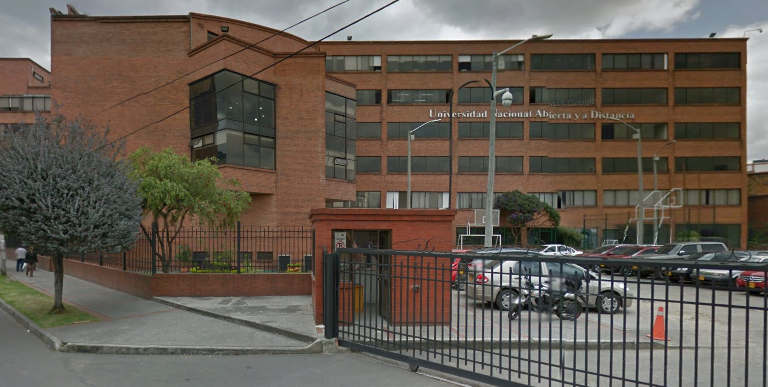
Sede Bogotá de la UNAD.

### Antonio Nariño
- Centro dermatológico Federico Lleras, calle 1.
- Gimnasio Manuel María Camargo, calle 6 sur.
- Catedral de la Fe Iglesia Universal del Reino de Dios
- Colegio Distrital Normal Superior María Montessori sede B, calle 10 sur.
- Almacén Olímpica, calle 11 sur.
- Universidad Nacional Abierta y a Distancia, calle 14 sur.

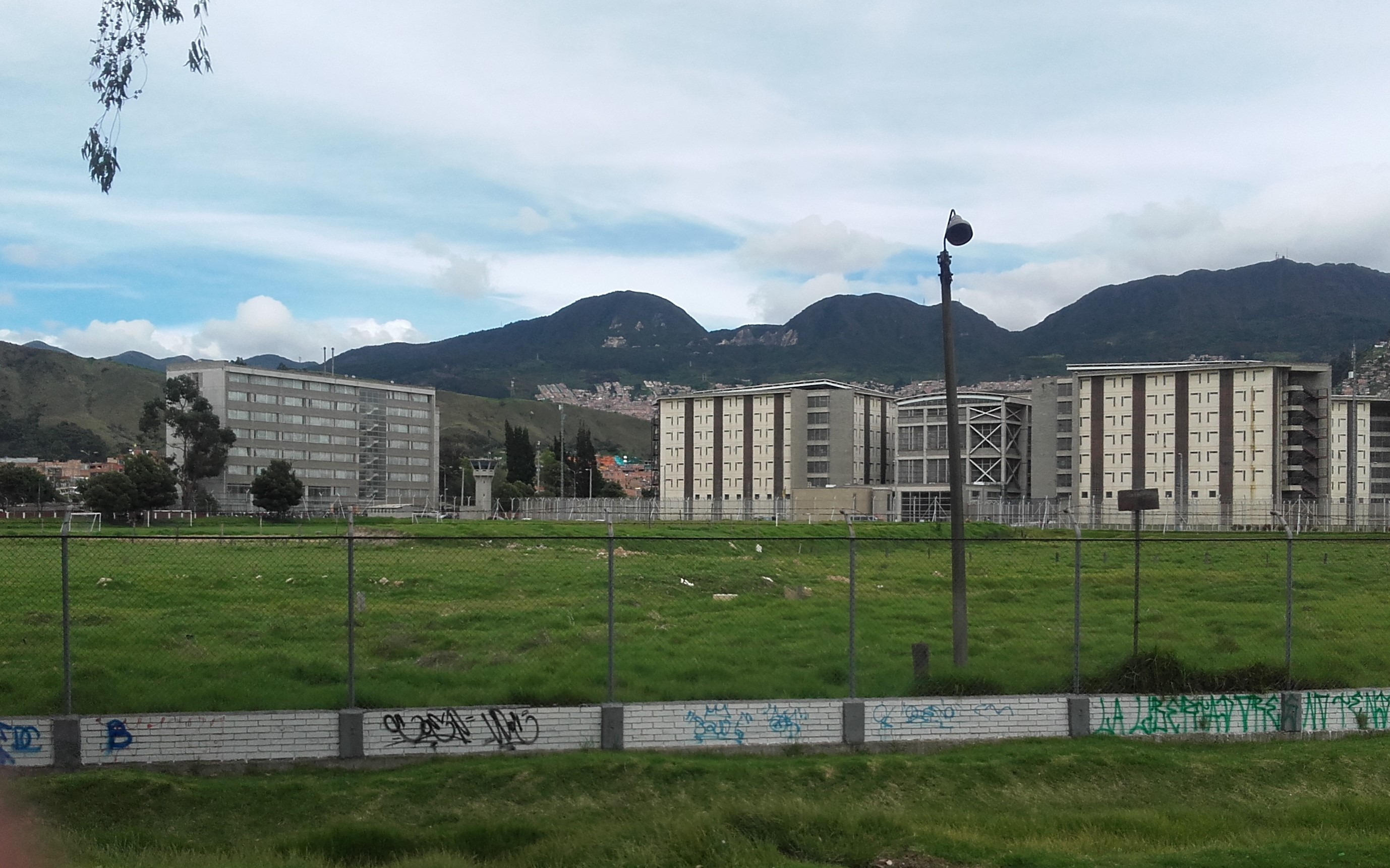
Complejo penitenciario La Picota.

### Rafael Uribe
- Liceo Femenino Mercedes Nariño, calle 22A sur.
- Dirección local de educación, calle 30 sur.
- CADE Santa Lucía, calle 41B sur.
- Centro comercial Caracas, carrera 9.
- Cárcel La Picota.

### Tunjuelito
- Hospital de Tunjuelito, carrera 12D.
- Alcaldía local de Tunjuelito, carrera 7.
- Escuela de Artillería del ejército.

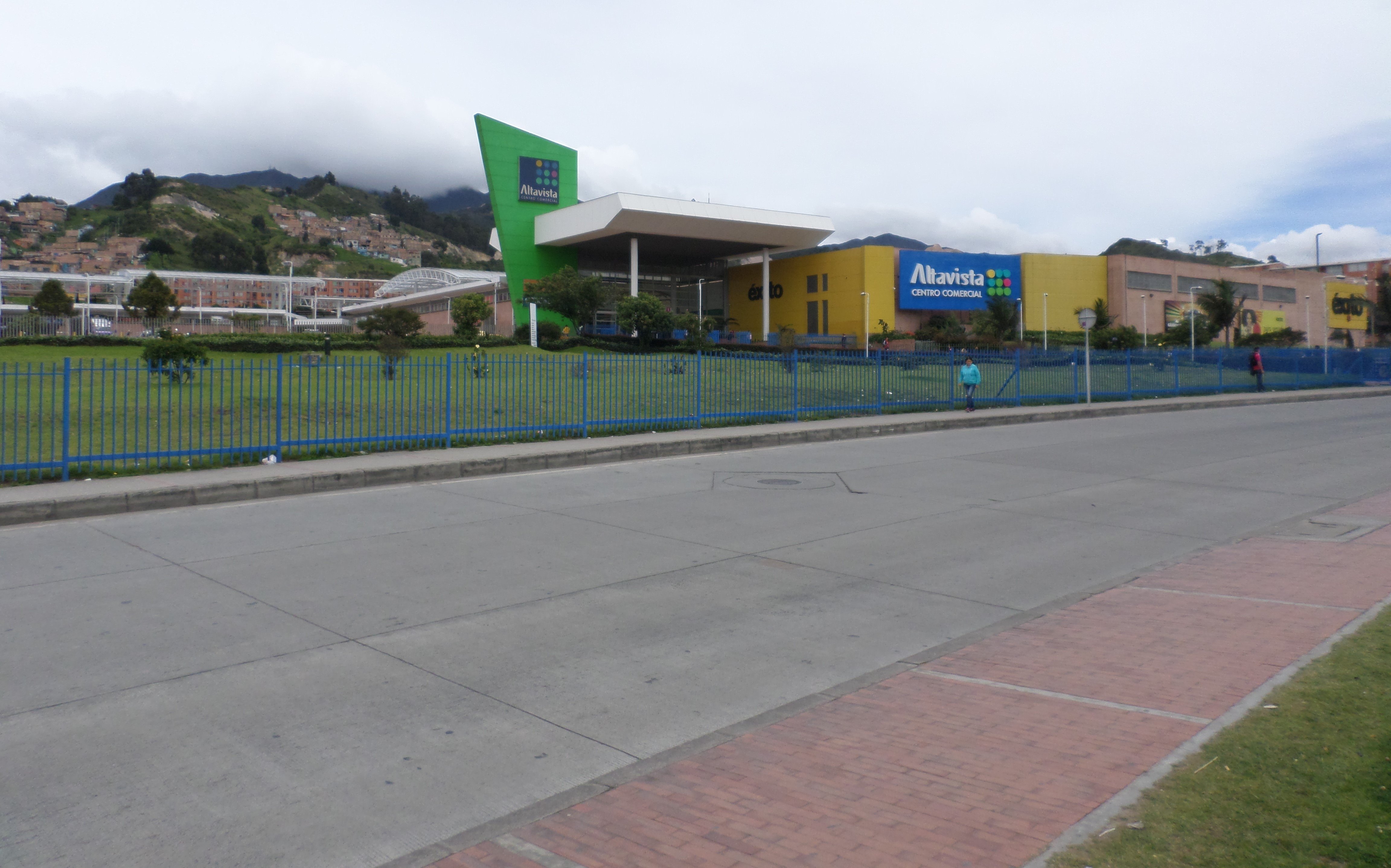
Centro comercial Altavista.

### Usme
- Centro comercial Altavista y Éxito Usme, calle 65C sur.
- Centro comercial Santa Librada, calle 75 sur.
- Supermercado Colsubsidio Usme, calle 76A sur.
- CADE Yomasa, calle 79 sur.
- Colegio Monteblanco, Parque Cantarrana y Estación de policía de Usme, calle 97 sur.
- Colegio Universidad Antonio Nariño
- Alcaldía local de Usme, calle 137B sur.